# Albatrellus cristatus
Albatrellus cristatus (Jacob Christian Schäffer, 1774 ex František Kotlaba & Zdeněk Pouzar, 1957), sin. Polyporus cristatus (Jacob Christian Schäffer, 1774 ex Elias Magnus Fries, 1821) sau Scutiger cristatus (Jacob Christian Schäffer, 1774 ex Appollinaris Semenovich Bondartsev și Rolf Singer, 1941), denumit în popor burete cu creastă, este o specie de ciuperci necomestibile din încrengătura Basidiomycota în familia Albatrellaceae și genul Albatrellus care coabitează, fiind un simbiont micoriza (formează micorize pe rădăcinile arborilor), dar după câțiva autori are de asemenea calități saprofite. Bureții se dezvoltă în România, Basarabia și Bucovina de Nord preferat în păduri mixte sub fagi, rar și pe lângă molizi, câteodată chiar pe lemn în putrefacție. Apar în  zone submontane, (ținuturi muntoase și dealuri) din iulie până în octombrie (noiembrie).

## Istoric

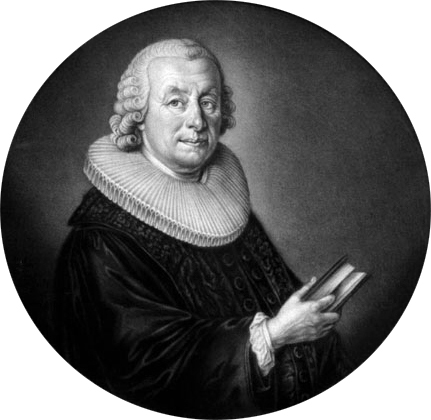
Jacob Christian Schäffer

Specia a fost descrisă pentru prima dată sub denumirea Boletus cristatus de renumitul savant Jacob Christian Schäffer în volumul 4 al operei sale Fungorum qui in Bavaria et Palatinatu circa Ratisbonam nascuntur icones, nativis coloribus expressae din 1774. După ce renumitul om de știință suedez Elias Magnus Fries a determinat genul Polyporus, a transferat soiul sub numele Polyporus christatus, de verificat în volumul 1 al lucrării sale Systema mycologicum, sistens fungorum ordines, genera et species. Acest taxon a rămas valabil până în anul 1941, când micologii Appollinaris Semenovich Bondartsev și Rolf Singer l-au redenumit în Scutiger christatus, dar în 1957, a fost înlocuit și el prin numele actual valabil (2018) Albatrellus cristatus, creat de micologii cehi František Kotlaba și Zdeněk Pouzar.
Mai trebuie menționat, că, în 2010, micologul canadian S. A. Audet a propus numele Laeticutis cristata pentru această specie, fiind imediat promovat de cercuri micologice americane (de exemplu prin Todd F. Elliott, ‎Steven L. Stephenson sau Walter E. Sturgeon) chiar și de Index Fungorum. Totuși nu s-a impus. Mycobank îl vede sinonim (vezi sus) precum ca specie proprie. Toate celelalte încercări de redenumire pot fi neglijate, nefiind folosite.

## Descriere

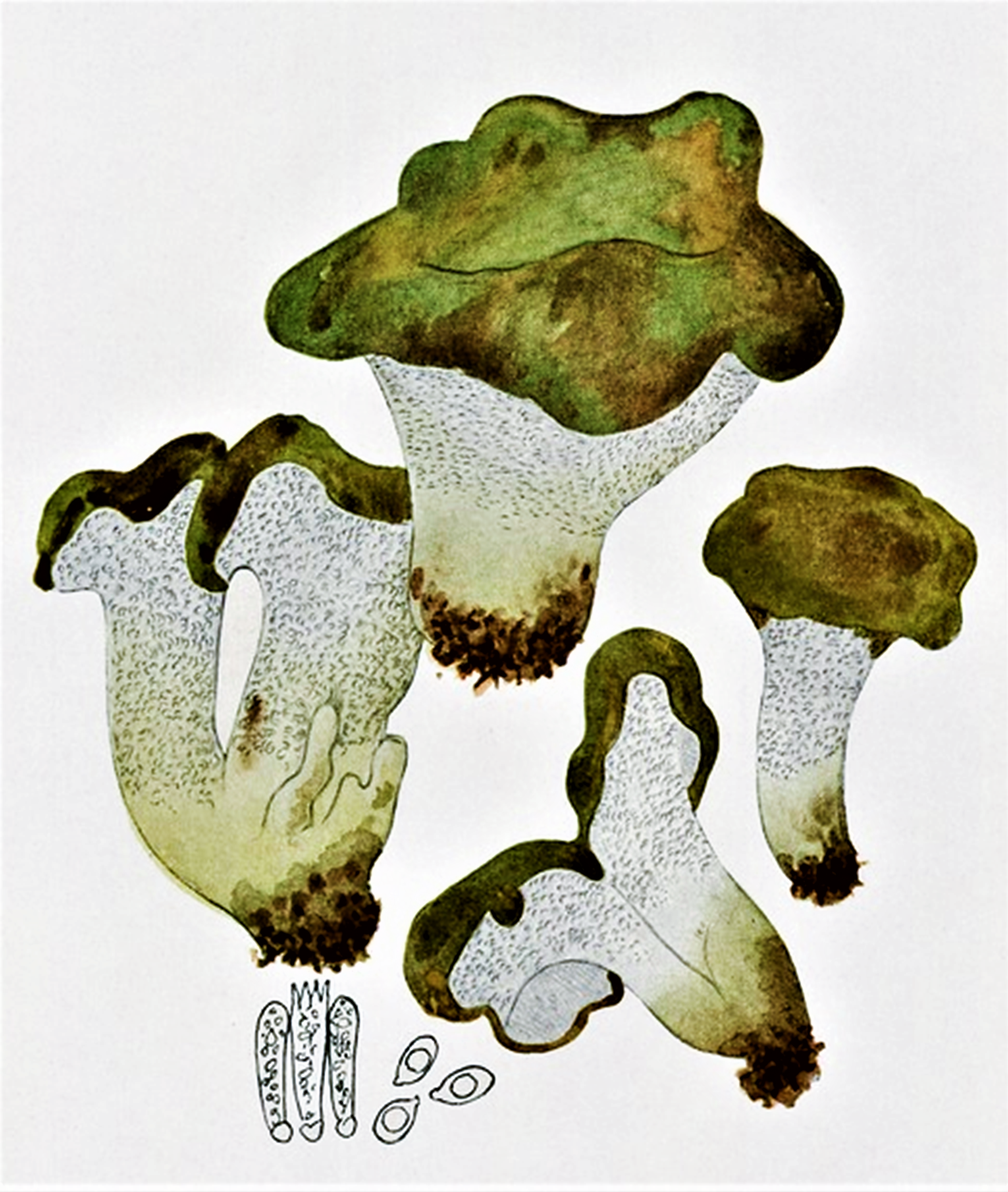
Bres.: Polyporus cristatus

- Pălăria: are un diametru de 4-12 (20) cm și o grosime de 1-4 cm, este cărnoasă, fragilă, căpătând repede consistența de plută, mai întâi sferică cu marginea răsucită în jos, dar repede întinsă, ondulată, neregulat îndoită, adesea cu  crăpături precum contopită cu pălăriile exemplarelor vecine. Cuticula este uscată și catifelată până fin solzoasă. Coloritul variază între galben-verzui, verde-măsliniu, brun-gălbui și gri brun închis. La bătrânețe are tendința de a se sparge în fragmente poliedrice, începând în mijloc.
- Tuburile și porii: Sporiferele albe apoi gălbuie sunt foarte scurte, de 1-1,5 mm lungime și lung decurente la picior, adesea până la bază. Coloritul alb îngălbenește ușor la atingere sau cu vârsta. Porii sunt în tinerețe și ei albi, rotunzi, foarte mici (0,2 mm), dar devin la bătrânețe gălbui și unghiulari.
- Piciorul: are o înălțime 3-6 cm și un diametru de 1,5-2,5 cm, este scurt, cilindric, robust, aproape în formă de trunchi, în poziție centrală sau ușor excentrică față de pălărie și mai subțiat către bază, catifelat până fin solzos, uscat și de culoare albă, în vârstă nu rar înfățat de un strat ruginiu sau galben-măsliniu.
- Carnea: este inițial albă (la bătrânețe cu nuanțe verzuie), compactă, friabilă, dar, începând cu maturitatea, devine tare cu o consistență de plută. Deci mirosul amintește la exemplare tinere de ciuperci, el devine destul de repede dezgustător fetid, gustul fiind foarte amar.[3][4]
- Caracteristici microscopice: Sporii sunt rotunjori cu apendicul, fără un por de germen vizibil, cu o membrană groasă și netedă precum neamilozi (nu se decolorează cu reactivi de iod), hialini (translucizi), cu o picătură mare de ulei în centru și o mărime de 5-6 x 4-5 microni. Pulberea lor este albă. Basidiile au 4 spori. Cestoidele (celule de obicei izbitoare și sterile care pot apărea între basidii și himen, stratul fructifer) lipsesc. Hifele nu prezintă fibule.[12]
- Reacții chimice: Carnea buretelui se colorează cu acid sulfuric violet și cu Hidroxid de potasiu roșiatic.[13]

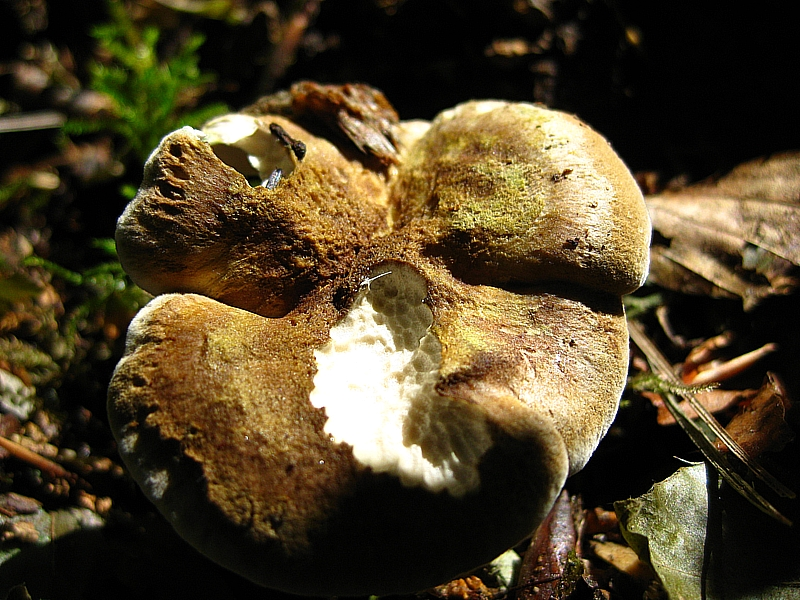
A. cristatus, suprafață
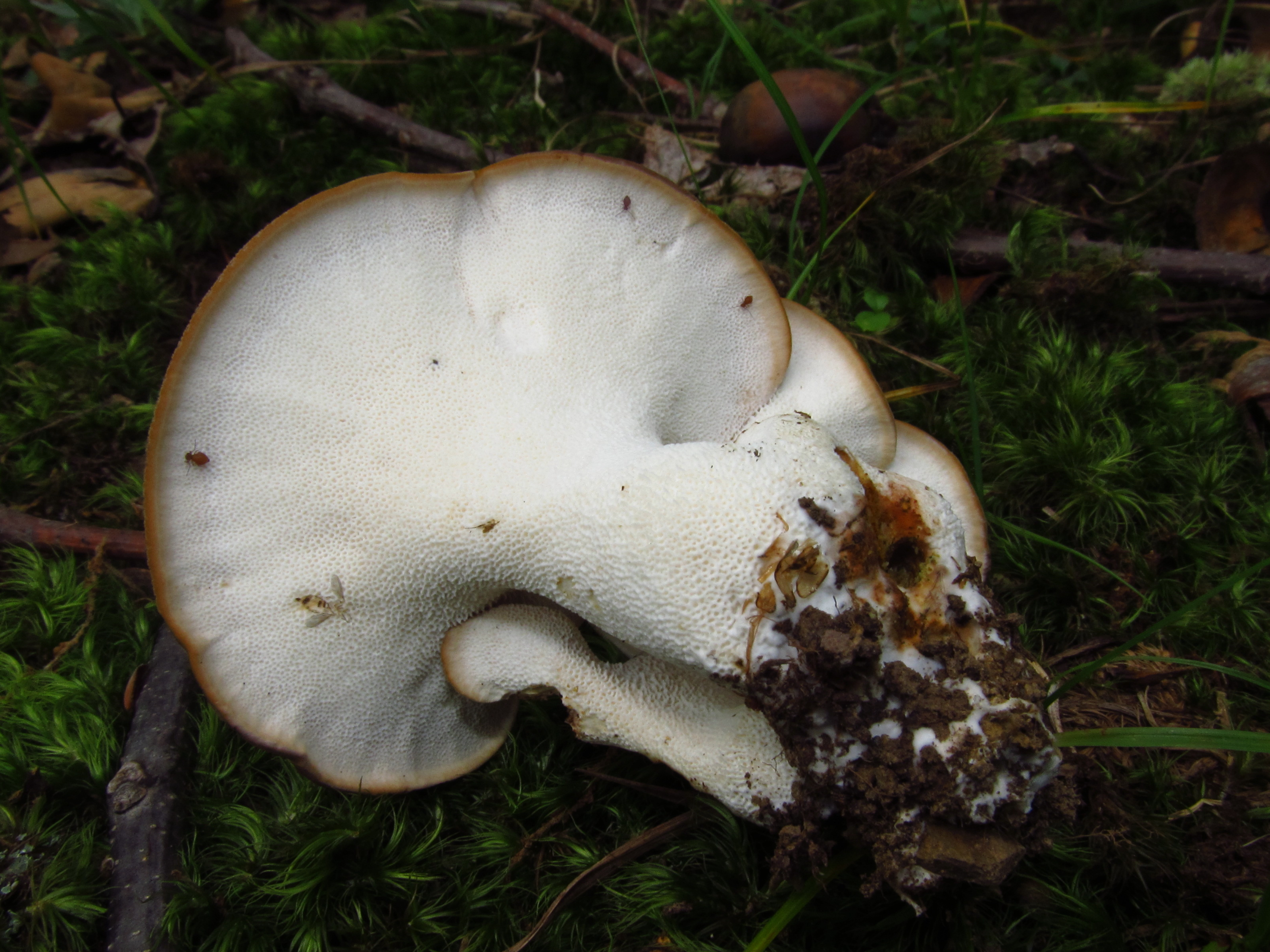
Albatrellus cristatus cristatus, pori și picior
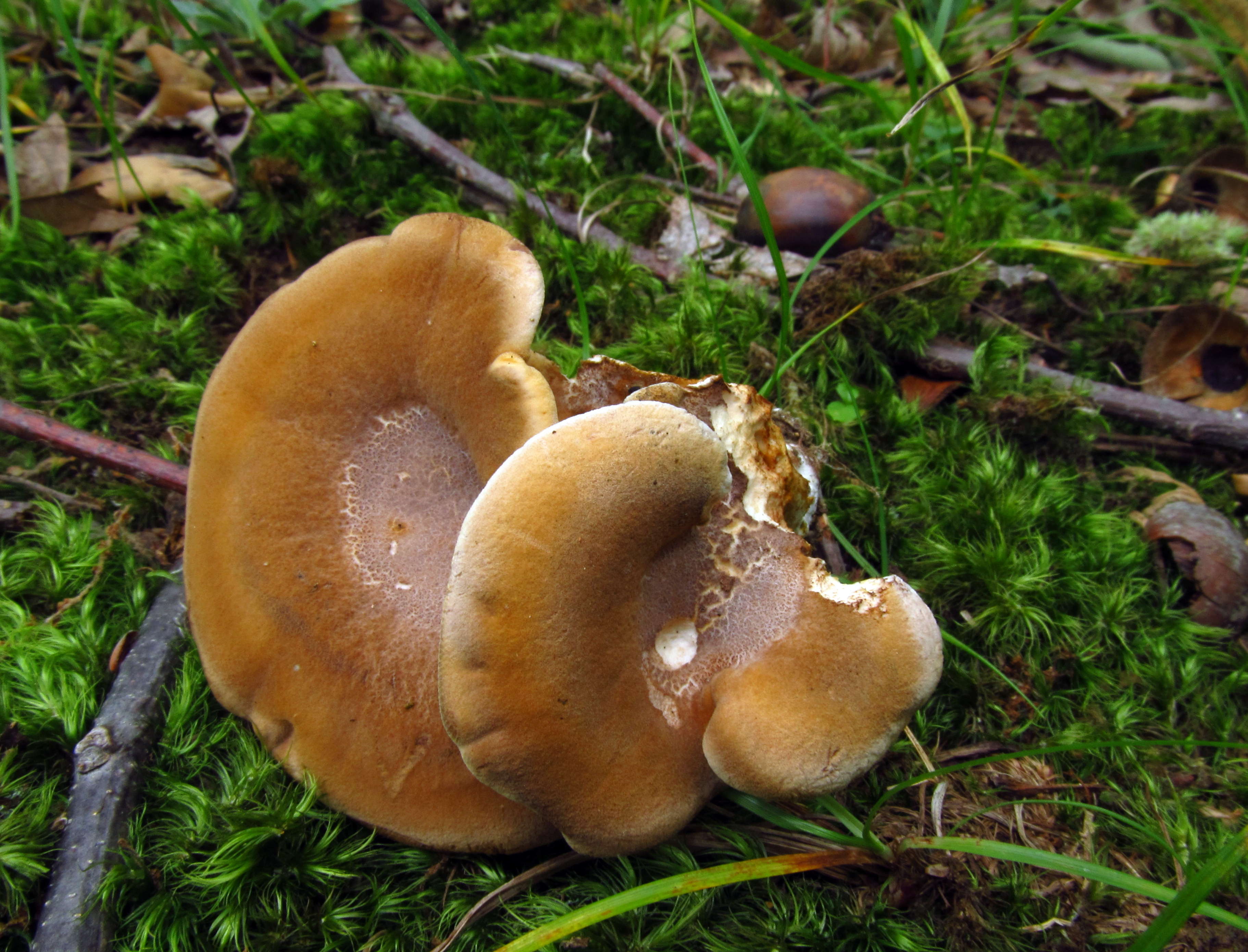
A. cristatus mai tineri
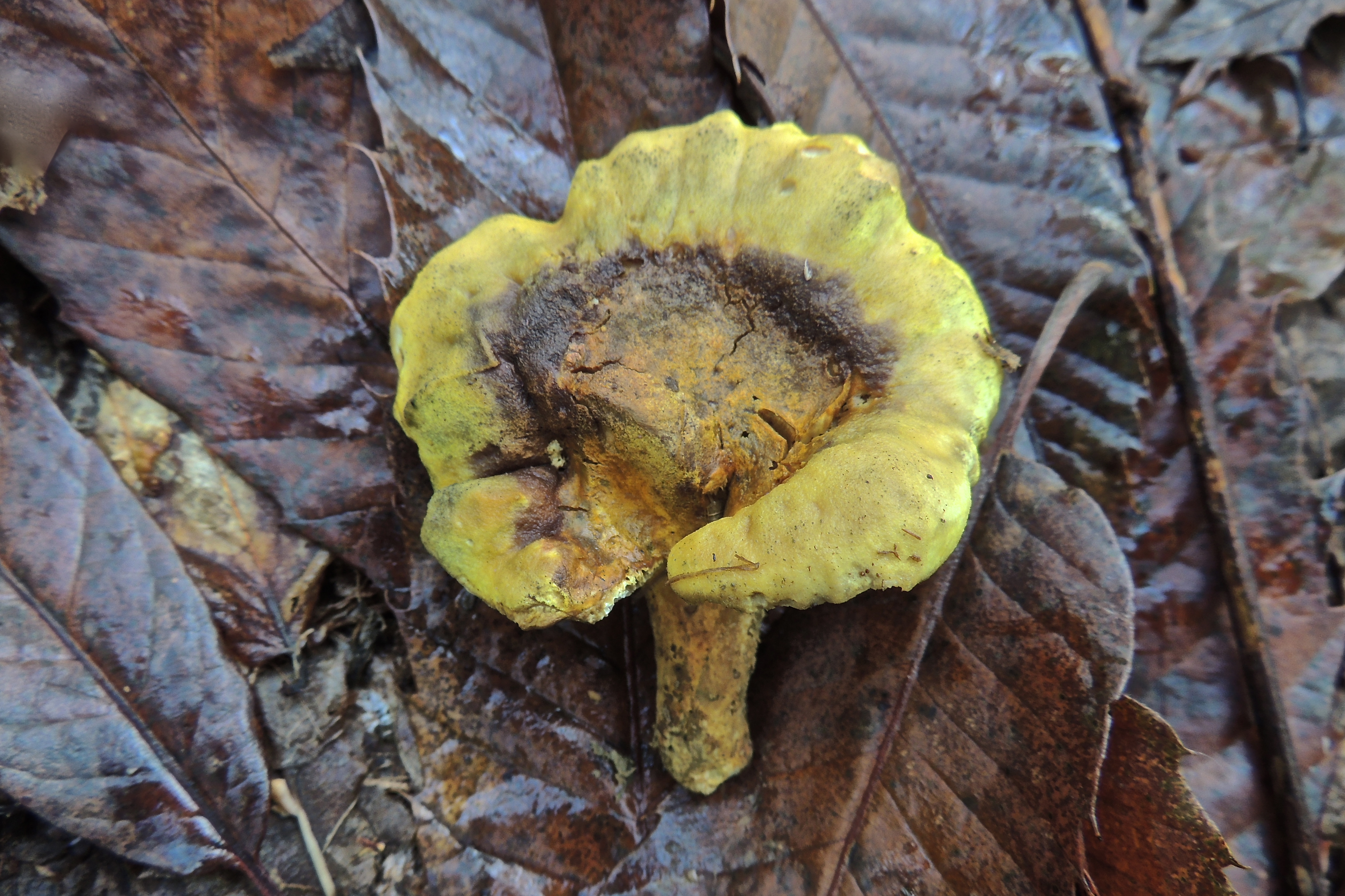
A. cristatus bătrân
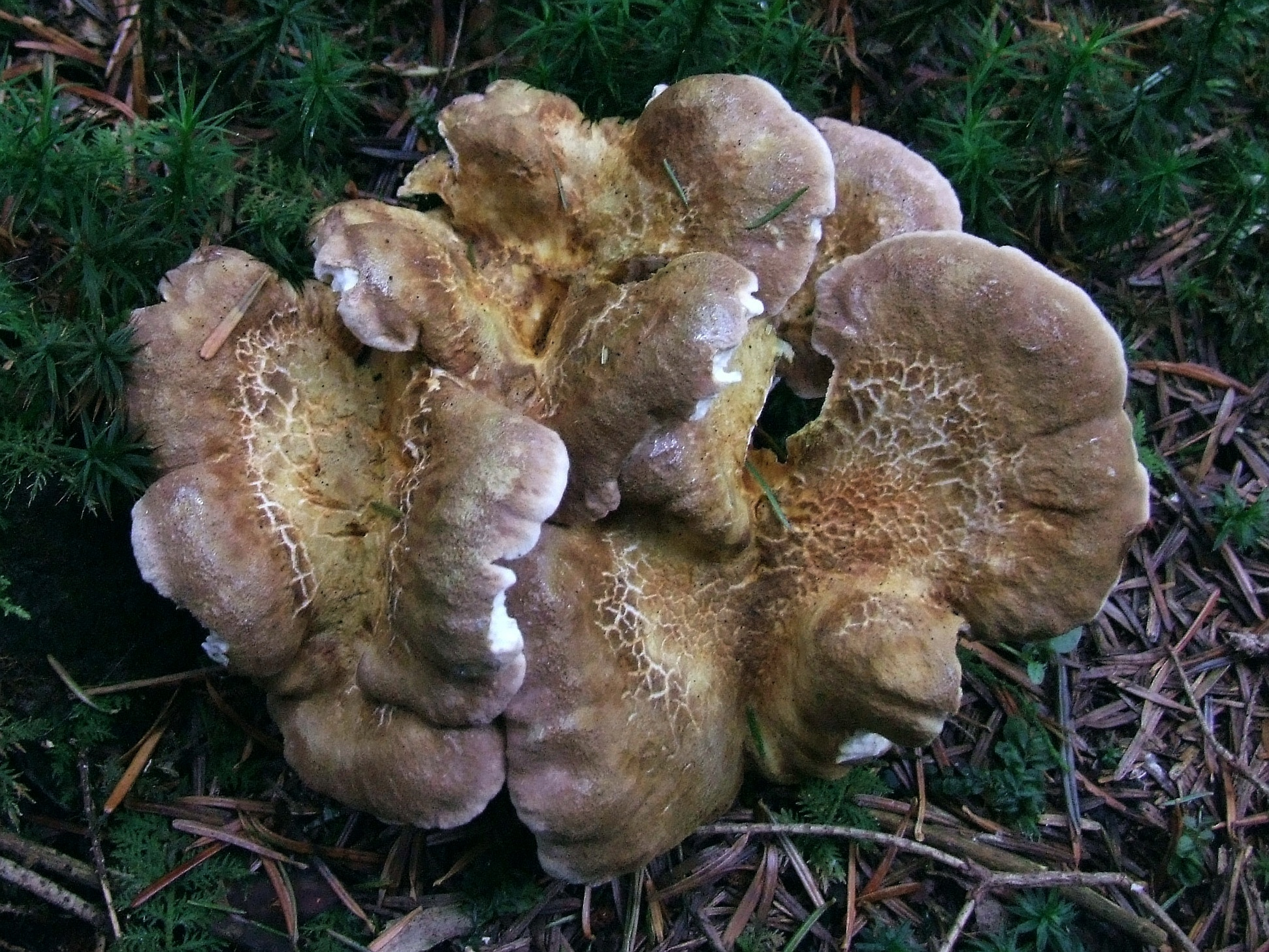
A. cristatus cu pălării confluente

## Confuzii
Buretele cu creastă poate fi confundat în primul rând cu suratele lui care sunt cu toate comestibile, în special cu gustosul Albatrellus ovinus (Faceți o probă pentru identificarea mai ușoară!), sau de exemplu cu Albatrellus avellaneus, Albatrellus citrinus, Albatrellus confluens, Albatrellus pes-caprae sin. Scutiger pes-caprae sau Albatrellus subrubescens. Începători ar putea să confundă specia chiar și cu delicioasele Hydnum repandum sau Hydnum rufescens, care însă nu au pori ci țepi pe dedesubt, dar de asemenea cu bureții necomestibili Jahnoporus hirtus și Osteina obducta sin. Grifola ossea.

## Specii asemănătoare în imagini

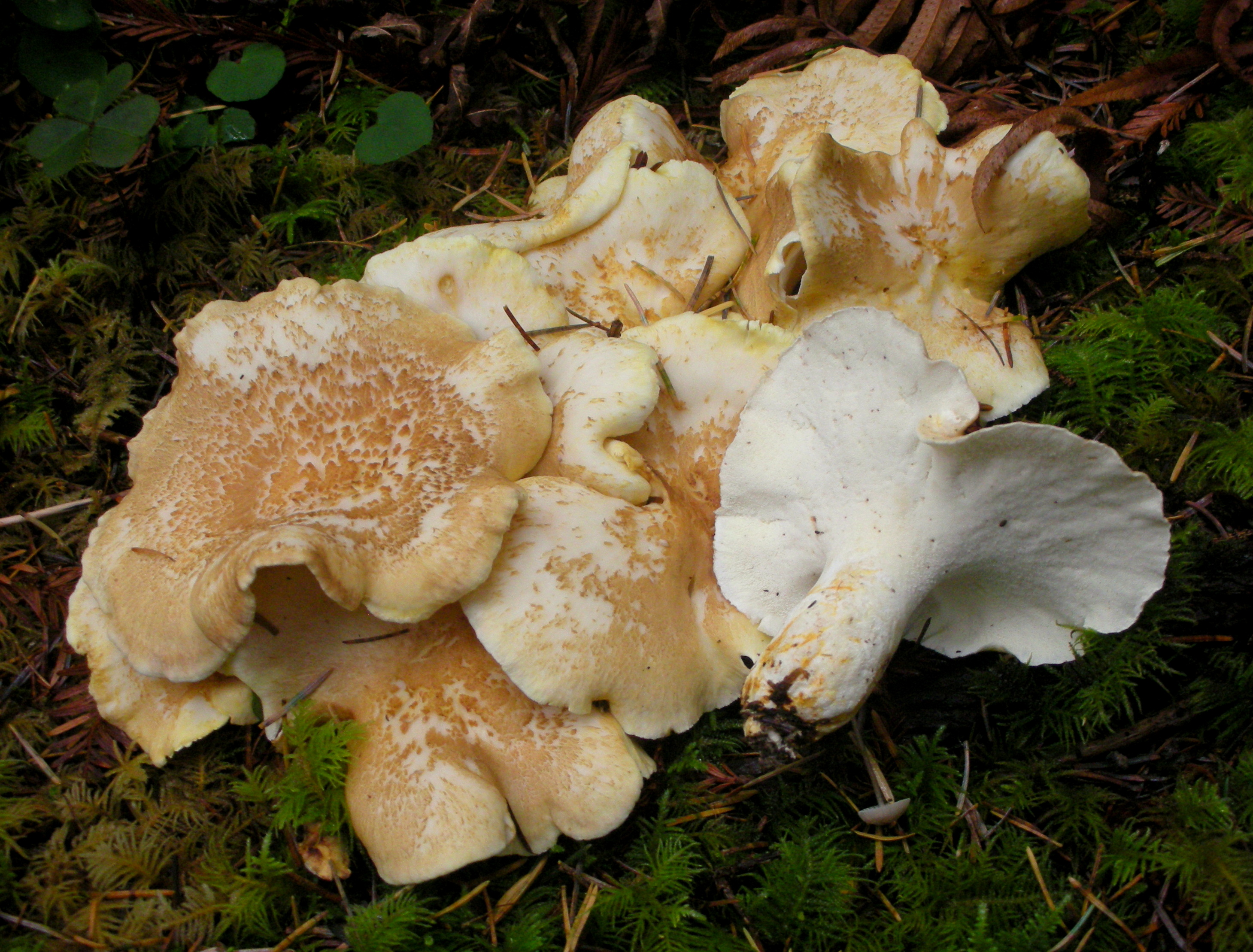
Albatrellus avellaneus
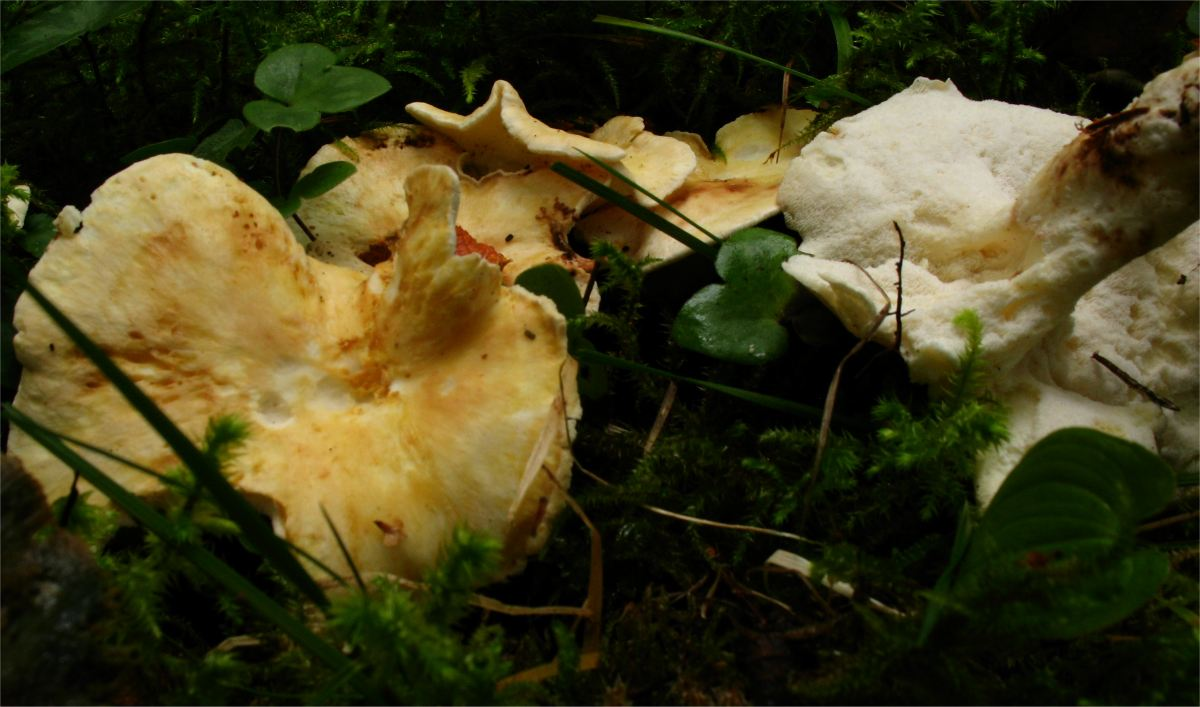
Albatrellus citrinus
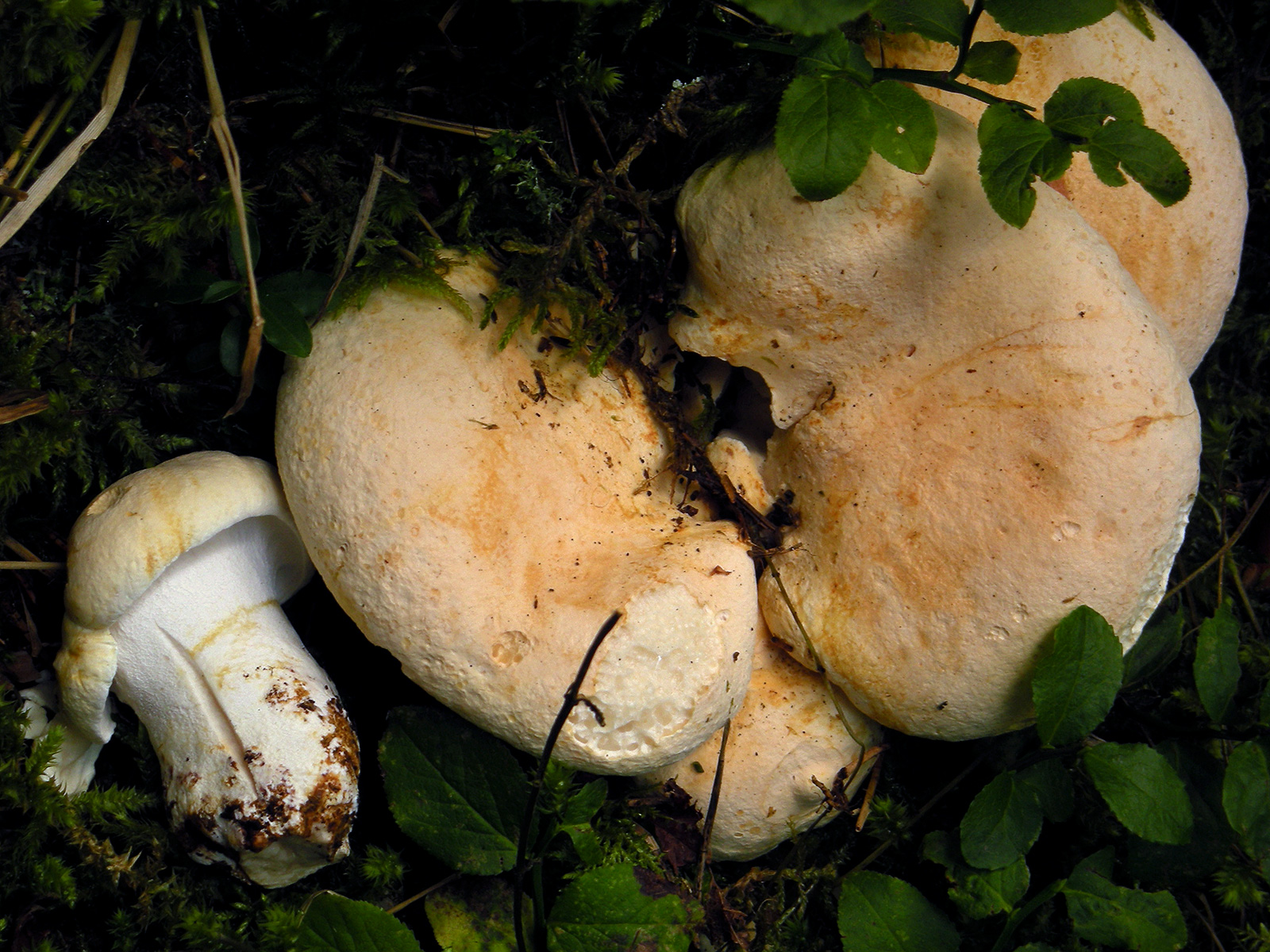
Albatrellus confluens
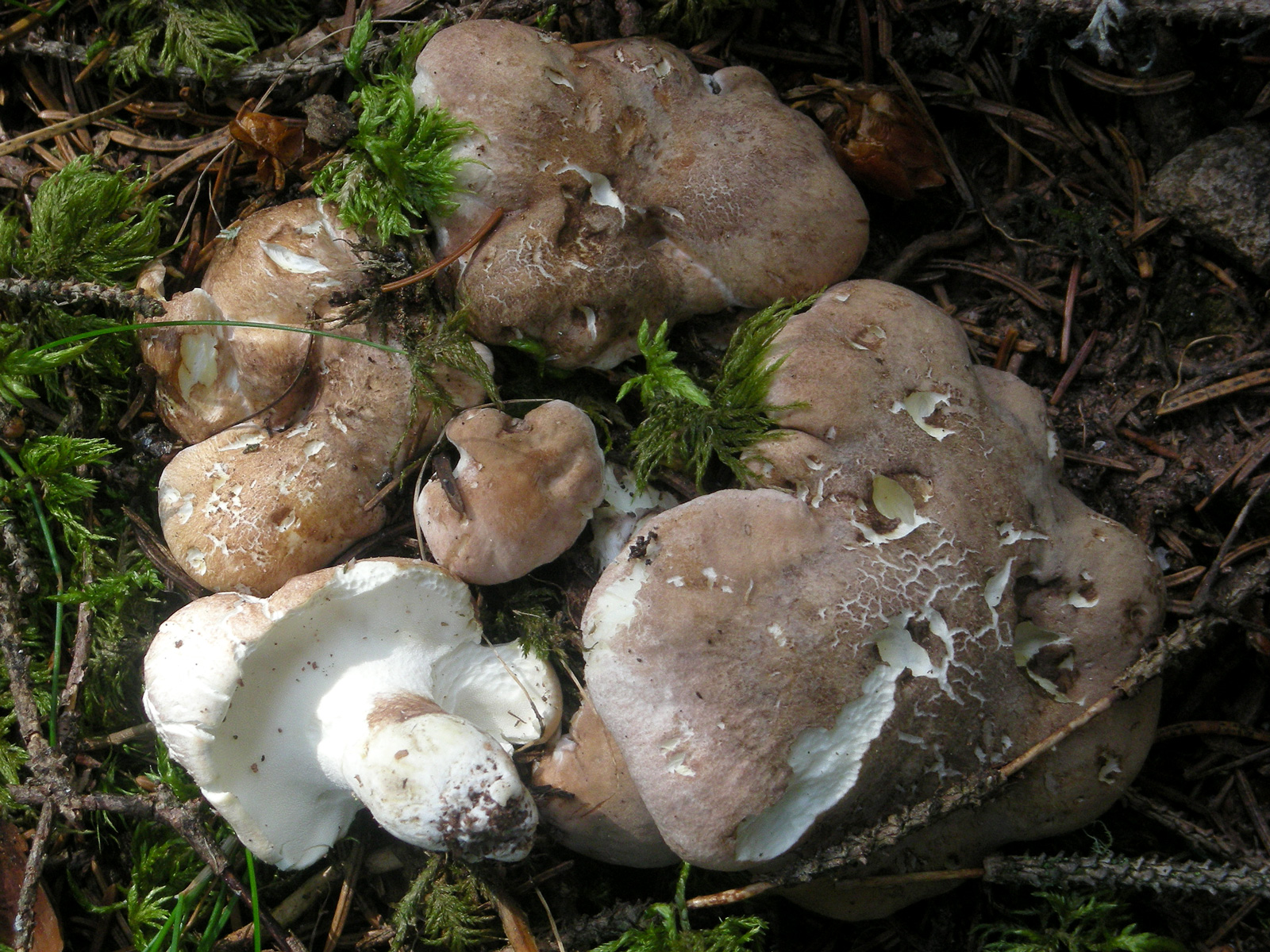
Albatrellus-ovinus
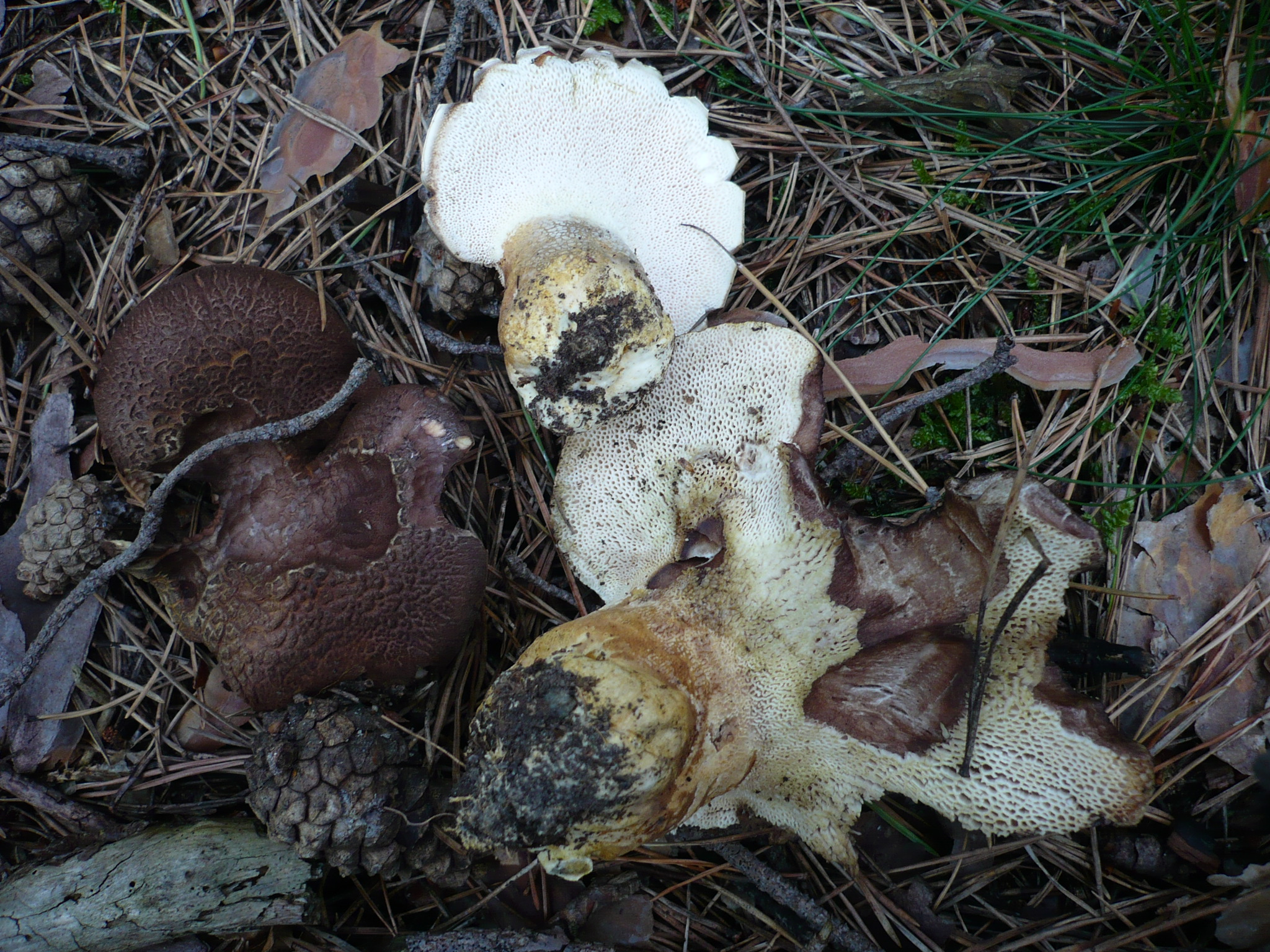
Albatrellus pes-caprae
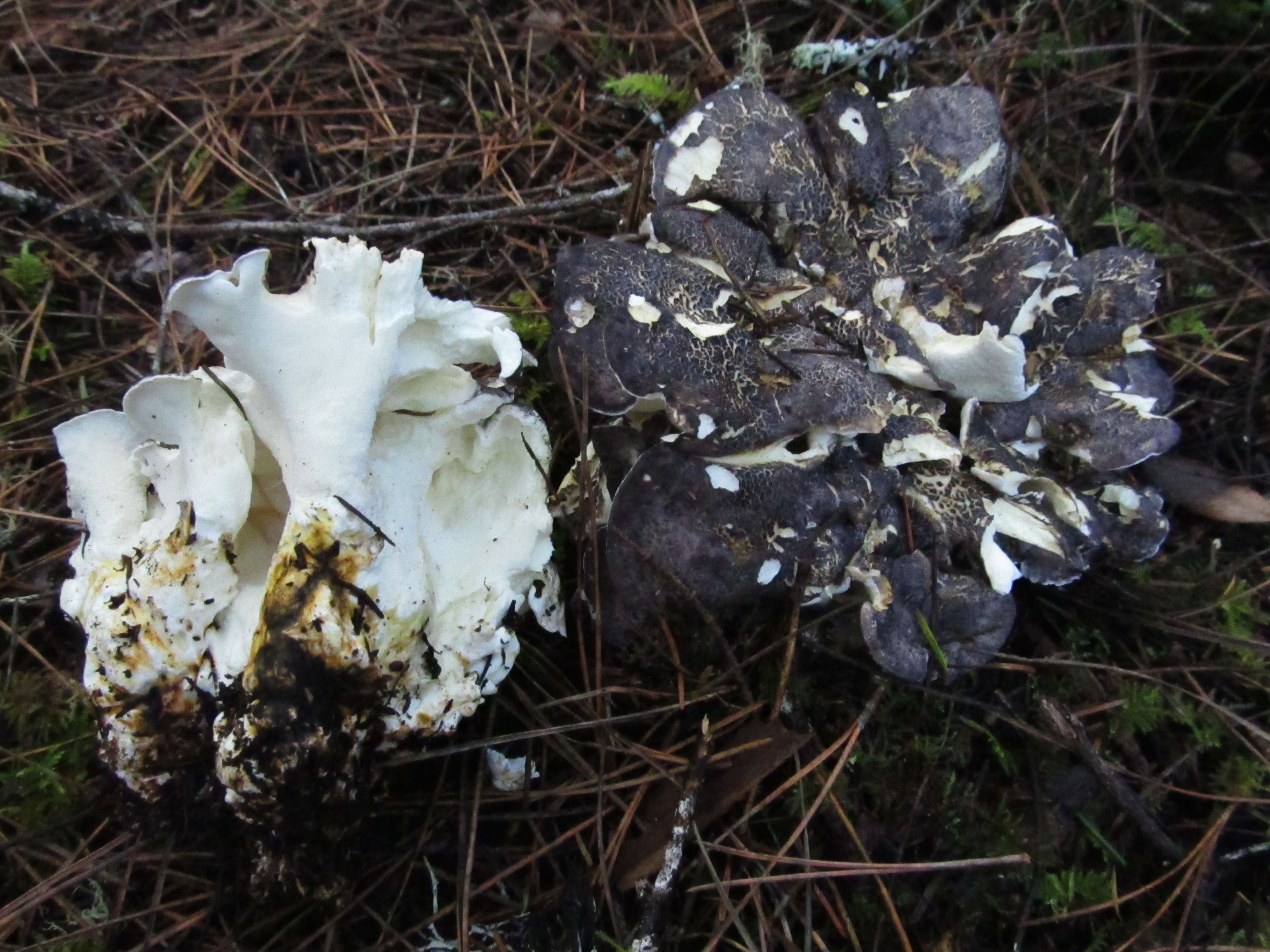
Albatrellus subrubescens
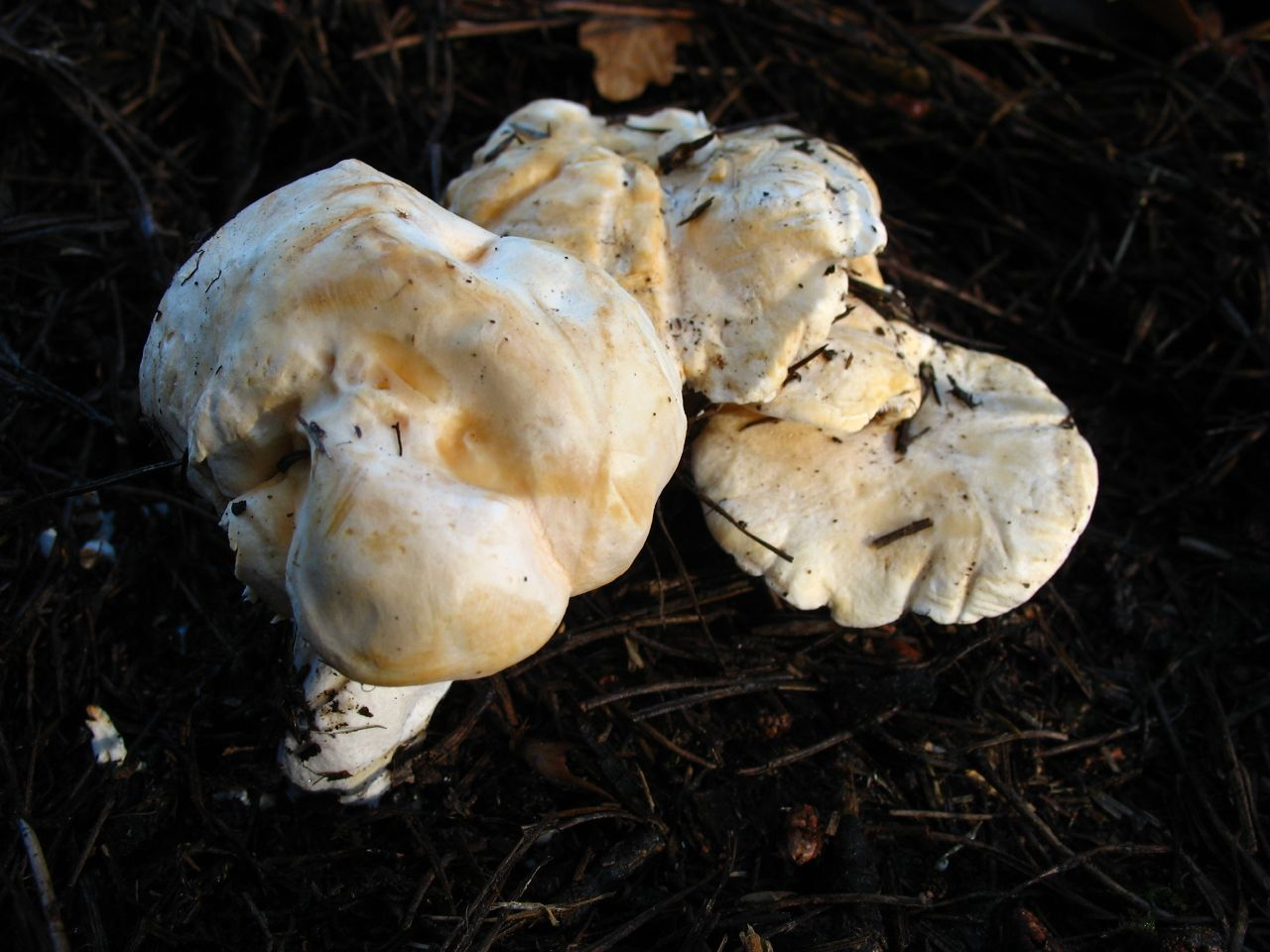
Hydnum repandum
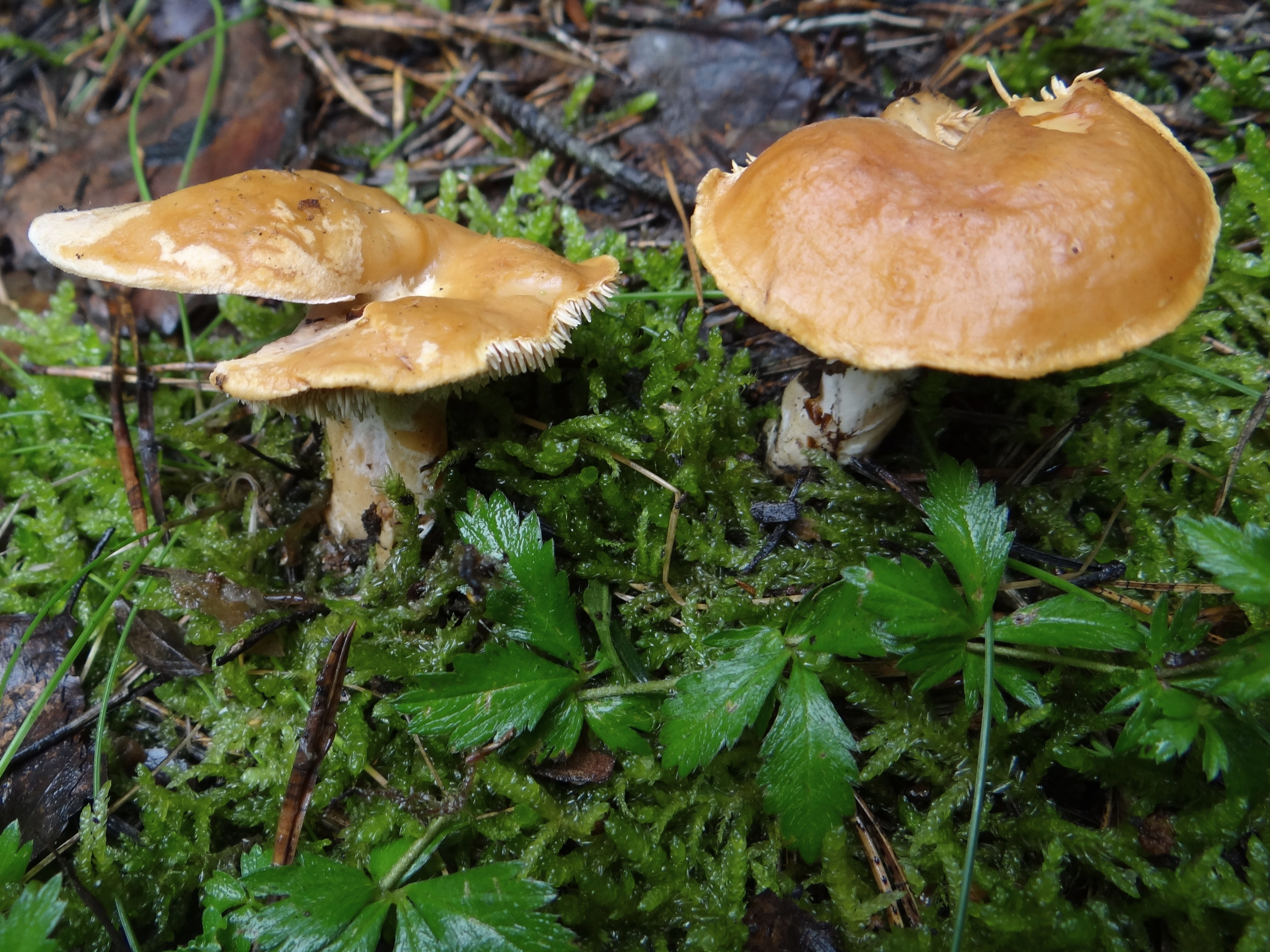
Hydnum rufescens
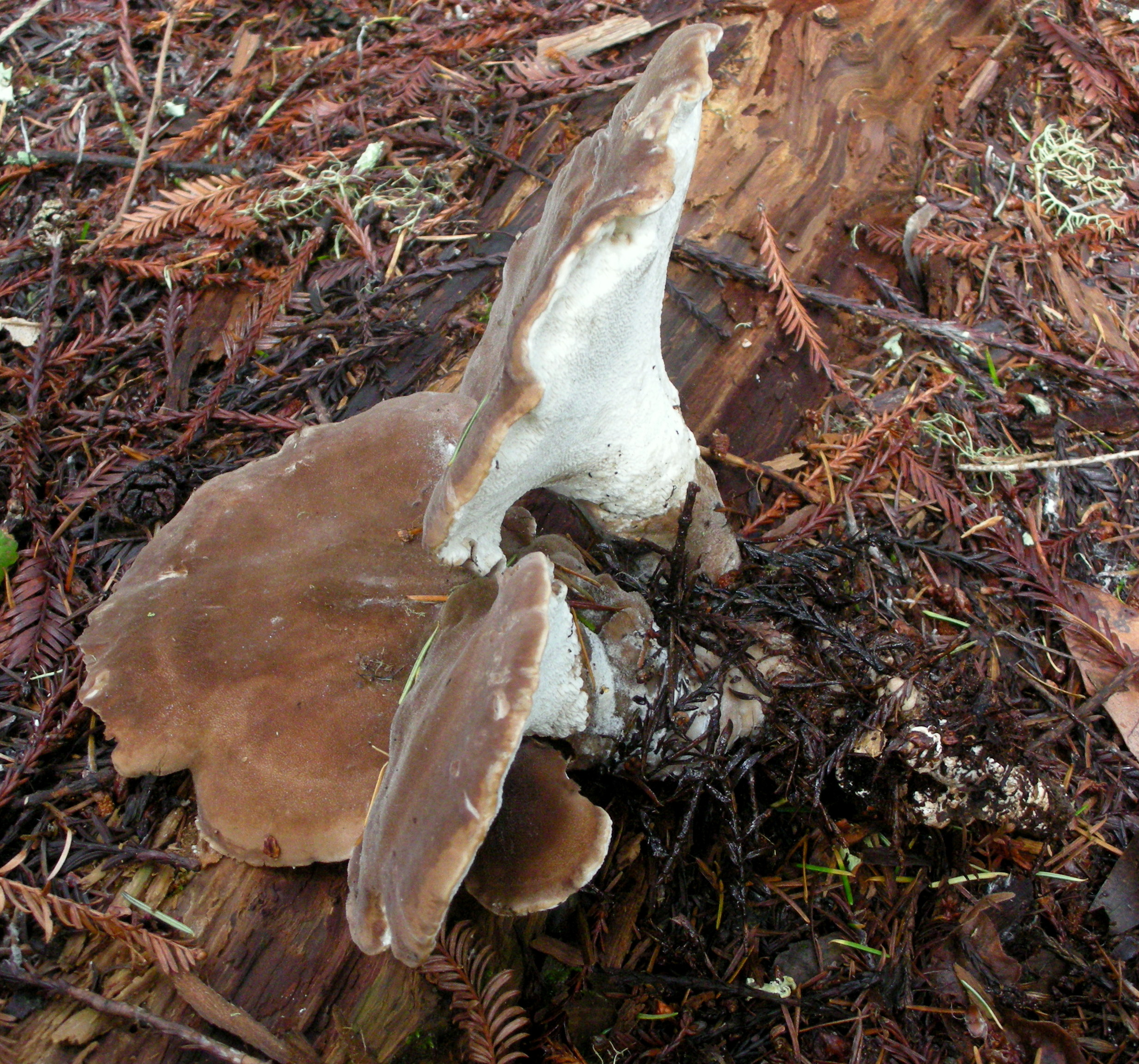
!Jahnoporus hirtus!
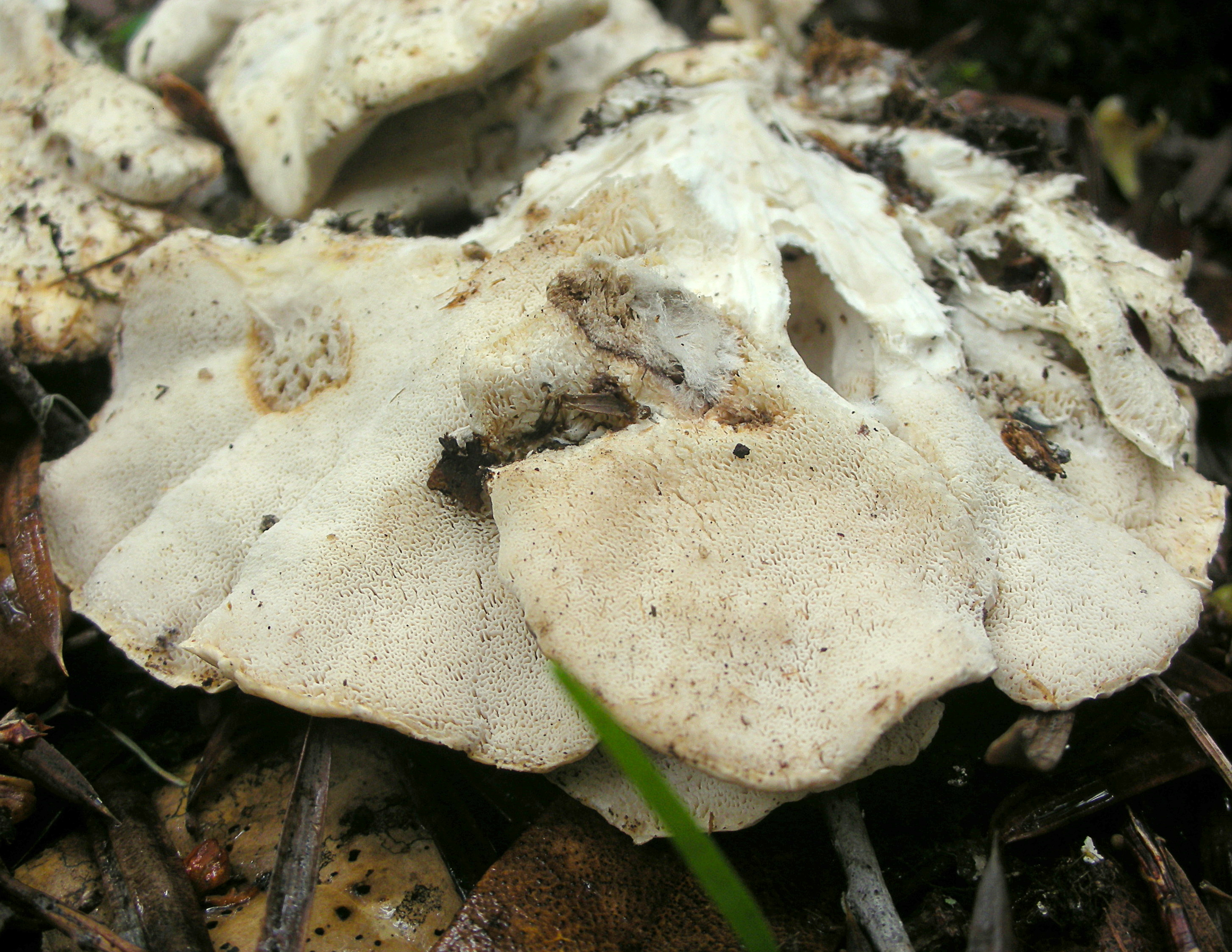
!Osteina obducta sin. Grifola ossea!

## Valorificare
Buretele cu creastă este din cauza calității cârnii precum al gustului amar absolut necomestibil.